# قلعه برآفتاب چمشک
قلعه برآفتاب چمشک مربوط به دوره اشکانیان است و در شهرستان پل‌دختر، بخش معمولان، روستای چشمک واقع شده و این اثر در تاریخ ۲۳ شهریور ۱۳۸۲ با شمارهٔ ثبت ۹۹۹۲ به‌عنوان یکی از آثار ملی ایران به ثبت رسیده است.